# نیک پیکرینگ
نیک پیکرینگ (به انگلیسی: Nick Pickering) بازیکن فوتبال زادهٔ ۴ اوت ۱۹۶۳ اهل انگلستان بود که سابقهٔ بازی در تیم ملی فوتبال انگلستان را در کارنامهٔ خود دارد. وی در تاریخ ۱۹ ژوئن ۱۹۸۳ تنها بازی ملی خود را در مقابل تیم ملی فوتبال استرالیا انجام داد.